# Уреклян Габріель Аркадійович
Габріе́ль Арша́кович (Арка́дійович) Урекля́нц (Урекля́н) (вірм. Ուրեկլյանց Գաբրիել Արշալույսի; рос. Габриэль Аркадьевич Уреклян; Самарканд, Російська імперія, 15 грудня 1899 — 30 червня 1945, Москва, СРСР) — вірменський журналіст, письменник радянських часів. Разом із Сергієм Михалковим написав слова до Державного гімну СРСР (1945). Має псевдонім Ель-Регіста́н (рос. Эль-Регистан).

## Біографія

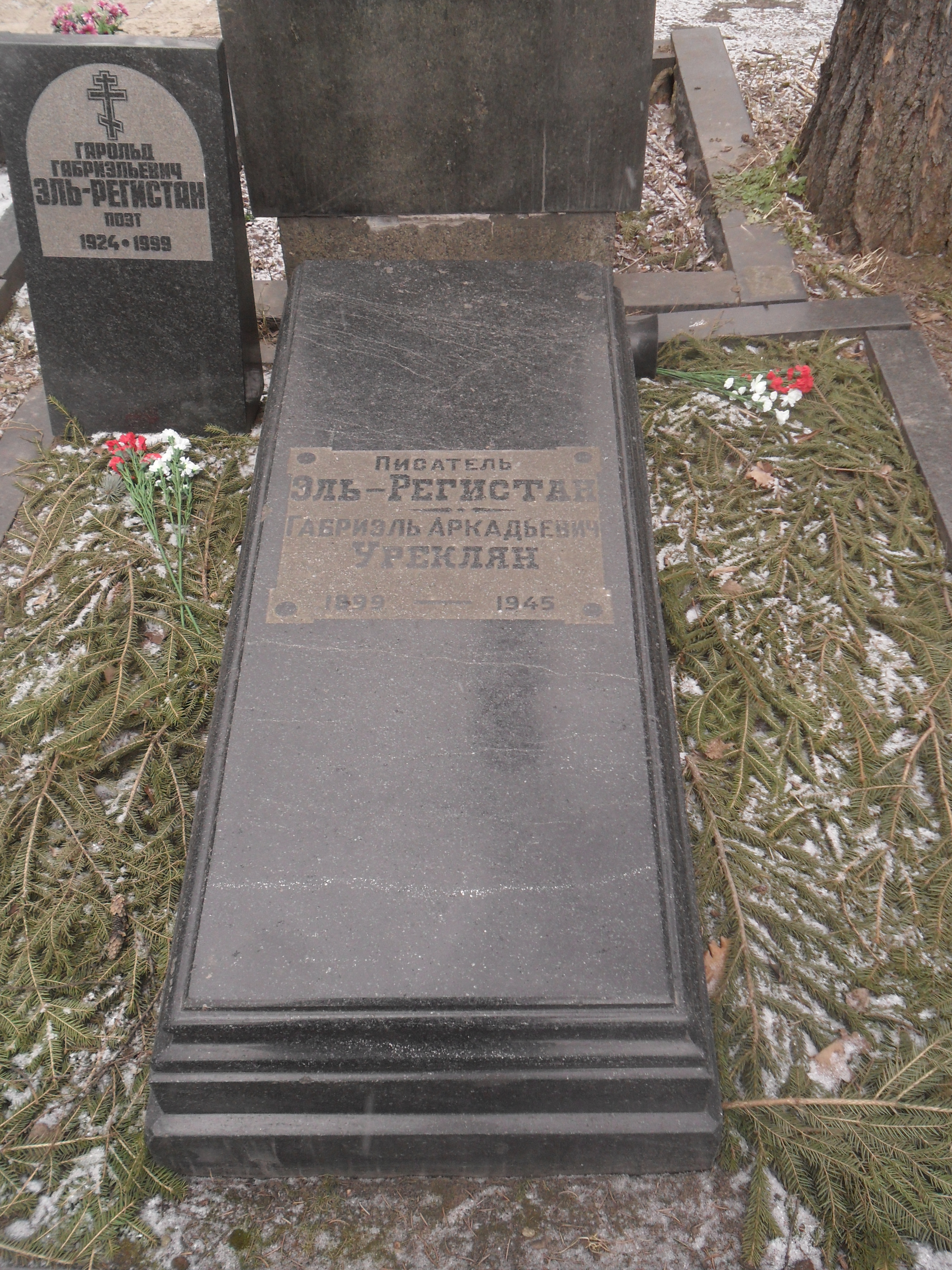
Могила Габріеля Урекляна на Новодівичому цвинтарі в Москві.

Габріель Уреклян народився 15 грудня 1899 року в Самарканді (за іншими джерелами — у Тбілісі) у вірменській родині. Батько — керівник Самаркандської контори Східного товариства, згодом керував Самаркандським відділенням Сибірського торговельного банку. Свій літературний псевдонім утворив від скорочення імені Габріель — Ель та архітектурного ансамблю Самарканда — площі Регістан.
Починав журналістську кар'єру в газетах «Правда Сходу», «Узбекистанська правда». Брав участь у кампанії проти архієпископа Луки (Войно-Ясенецького).
На початку 1930-х переїхав до Москви та став кореспондентом газети «Известия», писав фейлетони, нариси, подорожні нотатки (Біломорканал, Балхаш, Караганда, Тянь-Шань, Кузбас, Магнітка, Сталінградський тракторний завод, Уралмаш, Сібмаш). Брав участь у Каракумському автопробігу, арктичних перельотах. Знав декілька східних мов. У роки німецько-радянської війни був фронтовим кореспондентом газети ВПС «Сталинский сокол», капітан.
У 1943 році спільно з Михалковим та Олександровим написав Гімн СРСР.
Автор сценарію кінофільму «Джульбарс» (1936).
Автор книг «Незвичайна подорож», «Слідопити далекої Півночі», «Сталевий кіготь», «Великий Ферганський канал» (1939), «Москва — Каракум — Москва».
Батько поета Гарольда Регістана (28 квітня 1924 — 4 листопада 1999).
Помер 30 липня 1945 року в Москві. Похований на Новодівичому цвинтарі.

## Твори
- Москва — Каракум — Москва. — М., 1934 (у співавторстві з Л. Бронтманом)
- На землі племені йомудів. — М., 1934 (у співавторстві з Л. Бронтманом)
- Про кохання та гордість. — Таш., 1934
- Надзвичайна подорож. — М., 1936
- Слідопити далекої Півночі. — М. — Л., 1937 (у співавторстві з Д. Дебабовим)
- Великий Ферганський канал. — М., 1939
- Сталевий кіготь. — М. — Л., 1940

## Нагороди
- орден Вітчизняної війни 2 ступеня
- орден Червоної Зірки